# 三木市立三木小学校
三木市立三木小学校（みきしりつ みきしょうがっこう）は、兵庫県三木市大塚二丁目にある市立小学校。

## 沿革
- 1957年（昭和32年）4月8日 - 開校。第1回入学式挙行、新入生153人が入学。
- 1957年（昭和32年）5月23日 - 開校式を挙行し、創立記念日とした。
- 1958年（昭和33年）7月31日 - 講堂完成（192坪、工費1.050万円）
- 1961年（昭和36年）4月1日 - 校区の大塚が大塚恵比須町に分離
- 1961年（昭和36年）8月20日 - 特別教室校舎完成（186.12坪、工費810万円
- 1962年（昭和37年）12月21日 - 学校給食棟完成（42.18坪）
- 1965年（昭和40年）6月30日 - プール完成（大プール25m×13m・7コース　13m×6m、工費893万円）
- 1971年（昭和46年）4月6日 - 学級増に伴う仮設3教室増設
- 1972年（昭和47年）4月1日 - 29学級1.115名となる。
- 1972年（昭和47年）4月6日 - 学級に伴う仮設89教室増設
- 1973年（昭和48年）4月1日 - 緑が丘小学校開設に伴い児童849名減少
- 1975年（昭和50年）3月31日 - 鉄筋コンクリート4階建て北校舎完成（1.771m2、工費2億882万円）
- 1978年（昭和53年）1月9日 - 特別室（音楽室、家庭科室、図工室、理科室、準備室）全焼。
- 1979年（昭和54年）2月1日 - 鉄筋コンクリート4階建て新校舎改築工事完成。
- 1981年（昭和56年）4月1日 - 広野小学校開校に伴い、広野南が丘地区及び自由が丘本町3丁目の児童転出。児童数1.372名に減少する。
- 1982年（昭和57年）9月6日 - 鉄筋コンクリート4階建て本館改築完成
- 1983年（昭和58年）3月31日 - 事務室、教室への連絡通路完成。
- 1983年（昭和58年）4月1日 - 地区変更に伴い、自由が丘地区児童274名自由が丘小に転出。
- 1984年（昭和59年）4月18日 - 新校舎、給食棟、校門、外講完成完了、竣工式。
- 1985年（昭和60年）3月31日 - 運動場便所竣工。
- 1992年 （平成4年）3月2日 - 屋内運動場増改築竣工式（972m2、本体工費239.652.160円、外講21.630.000円）
- 1995年（平成7年）1月21日 - 兵庫県南部地震、児童会救助活動（カイロ・毛布・義援金）被災地より5名、～2月末まで30名受け入れ
- 1998年（平成10年）4月から（平成13年）3月 - 兵庫県教育委員会指定「教育システム改善研究協力校
- 1998年（平成10年）10月2日 - オーストラリア パース 「ワナール校」（三木高交換留学生）との交流
- 2004年（平成16年）10月12日 - オープンスクール実施
- 2005年（平成17年）10月24日 - 三木市・吉川町合併 新三木市誕生

## 進学先中学校
- 三木市立三木東中学校
- 三木市立三木中学校

## 著名な出身者
- 横谷彰将 - プロ野球元横浜大洋ホエールズ→横浜ベイスターズ・阪神タイガース

## 周辺

### 周辺の施設
- 岩壺神社
- 美嚢川
- 志染川
- 神戸電鉄粟生線恵比須駅
- 君が峰町

### 周辺の道路
- 兵庫県道38号三木三田線
- 兵庫県道513号三木環状線
- 志染バイパス
- 三木市道恵比須上の丸線

## アクセス
- 神戸電鉄粟生線恵比須駅から徒歩約7分
- 神姫バス恵比須快速線・西脇急行線恵比須駅停留所から徒歩約6分

## 通学区域が隣接している学校
- 三木市立平田小学校
- 三木市立三樹小学校
- 三木市立広野小学校
- 三木市立自由が丘小学校
- 三木市立志染小学校
- 三木市立豊地小学校
- 小野市立市場小学校